# Прапор Клайпедського повіту
Прапор Клайпедського повіту (лит. Klaipėdos apskrities vėliava) є офіційним символом Клайпедського повіту, одного з повітів Литовської республіки.

Герб Ягеллонів

## Опис
Прапор становить собою прямокутне полотнище зі співвідношенням ширини до довжини як 5:6. На білому фоні щит, у якому в червоному полі зі срібної хвилястої основи виходить золота мурована стіна, над якою три вежі зі стіжковими дахами, у середньої вищої є срібне аркове вікно і такий же хрест на шпилі, у бічних вежах — срібні кулі на верхівках; на синій облямівці десять золотих литовських подвійних хрестів.

## Історія
Прапор Клайпедського повіту затверджено Декретом президента Литви за № 145 від 7 липня 2004 року.
Автор еталонного зображення — художник Арвідас Каждайліс.

## Зміст
Сюжет герба з міськими укріпленнями походить з печатки фогта Клайпеди за 1271 рік. Червоний і золотий кольори взяті з герба міста Клайпеди. Срібна хвиляста основа вказує на розташування повіту над Балтійським морем. Срібло і білий колір також вказують, що майже половину території повіту становлять землі історичної Жмуді (Жемайтії).
Синя облямівка з десятьма ягеллонськими хрестами (хрестами з чотирма раменами) — загальний елемент для прапорів повітів Литви. Ягеллонський хрест символізує Литву, число 10 вказує на кількість повітів, золото в синьому полі — традиційні кольори ягеллонського хреста.